# Distretto di Donghu
Il distretto di Donghu (东湖区S, Dōnghú QūP) è un distretto della Cina, situato nella provincia di Jiangxi e amministrato dalla prefettura di Nanchang.